# Maybe You’re the Problem
«Maybe You’re the Problem» — песня американской певицы Эйвы Макс, выпущенная 28 апреля 2022 года на лейбле Atlantic Records в качестве ведущего сингла с её второго студийного альбома Diamonds & Dancefloors (2023). Песня была написана Максом, Шоном Максвеллом, Маркусом Томасом и продюсерами Абрахамом Дертнером, Йонасом Джебергом и Circuit. «Maybe You are the Problem» — песня в стиле дэнс-поп и синти-поп, текст которой описывает разрыв с эгоистичным партнером. Она достигла 83-й строчки в британском чарте синглов. Сопровождающее музыкальное видео было снято режиссёром Джозефом Каном и изображает Макса, проходящего через аркадную игру на зимнюю тематику.

## Выпуск и состав
«Maybe You’re the Problem» была выпущена в качестве ведущего сингла со второго студийного альбома Макса Diamonds & Dancefloors 28 апреля 2022. Песня была написана Максом, Шоном Максвеллом, Маркусом Ломаксом и продюсерами Абрахамом Дертнером, Йонасом Джебергом и Циркутом. Обложка песни состоит из вишнево-рыжих волос Макс, которые послужили «ребрендингом» для её второго альбома.
В музыкальном плане «Maybe You’re the Problem» — песня в стиле дэнс-поп и синти-поп, с влиянием евродэнса,  европопа,  и музыки 1980-х годов. Автор сценария для Uproxx Кейтлин Уайт описал песню как «гимн расставания», в то время как Джордж Гриффитс из Official Charts Company высказал мнение, что в ней содержатся элементы рока. Текст песни описывает стремление Макса порвать отношения с эгоистичным партнером.

## Критический прием
Песня получила в целом положительные отзывы критиков. Авторы Mix1 поставили песне «Maybe You are the Problem» оценку 7 из 8, заявив, что Макс демонстрирует «чрезвычайно уверенный» настрой, хотя в ней содержится очень «отрезвляющий» посыл. Джорди Бардажи, пишущий для Jenesaispop, сравнил песню с «Blinding Lights» от The Weeknd.

## Коммерческие показатели
«Maybe You are the Problem» дебютировала на своем пике, заняв 83-ю строчку в UK Singles Chart от 6 мая 2022 года.

## Клип
Музыкальное видео на песню «Maybe You are the Problem» было снято режиссёром Джозефом Каном и выпущено 28 апреля 2022 года. Макс заменила свои светлые волосы ярко-рыжими прядями. В видео на зимнюю тематику Макс загорает на снегу, катается на лыжах и переносится в аркадную игру.

## Кредиты и персонал
- Аманда Ава Кочи — вокал, автор песен
- Генри Уолтер — автор песен, продюсирование, программирование
- Йонас Йеберг — автор песен, продюсирование, программирование
- Абрахам Дертнер — автор песен, продюсирование, программирование
- Шон Дуглас — автор песен
- Маркус Ломакс — автор песен
- Шербан Генеа — смеситель
- Брайан Бордоне — помощник микшера
- Крис Герингер — мастеринг